# Cotesia ocneriae
Cotesia ocneriae är en stekelart som först beskrevs av Ivanov 1899.  Cotesia ocneriae ingår i släktet Cotesia och familjen bracksteklar. Inga underarter finns listade i Catalogue of Life.